# À La Carte
À La Carte – dyskotekowa żeńska grupa muzyczna założona w roku 1978 przez dwójkę producentów Tony Hendrika i Karin Hartmann pracujących dla niemieckiej wytwórni płytowej Hansa International. Stylem zbliżona do innych czołowych europejskich żeńskich grup dyskotekowych końca lat siedemdziesiątych ubiegłego stulecia takich jak Maywood, Luv’ (obie z Holandii), Arabesque (Niemcy), Baccara (Hiszpania).
Zespół zadebiutował w marcu 1979 piosenką „When The Boys Come Home”, którą wykonały trzy dziewczyny pochodzące z Londynu: Patsy Fuller, Julia i Elaine. Następny przebój „Doctor, Doctor (Help Me Please)” zespół nagrał w październiku 1979 roku w składzie: Patsy Fuller, Jeanny Renshaw, Denise Distelle. W roku 1980 ta ostatnia została zastąpiona przez Katie Humble. Pierwszy album Do Wah Diddy Diddy został zrealizowany w roku 1980, a jednym z autorów piosenek był m.in. Michael Cretu (znany później z zespołu Enigma, autor piosenek Sandry).
Od stycznia 1981 zespół nagrywa w składzie Jeanny Renshaw, Linda Daniels i Joy Martin. Następny longplay Viva ukazuje się w roku 1982. W kwietniu 1982 do zespołu powraca Katie Humble w miejsce Lindy Daniels. We wrześniu 1983 roku zespół nagrywa album Rockin’ Oldies, a w 1985 kończy swoją działalność.
Patsy Fuller mieszka obecnie w Berlinie, Katie Humble w Londynie, natomiast główna wokalistka zespołu Jeanny Renshaw po wyjściu za mąż zamieszkała w Australii.
Największe przeboje zespołu to: „Doctor Doctor (Help Me Please)”, „Farewell Farewell to Carlingford”, „Ring Me Honey”, „Viva Torero”, „Do Wah Diddy Diddy”, „When The Boys Come Home”, „Wanted (Jean Le Voleur)”, „You Get Me On The Run”

## Dyskografia

### Albumy
- 1980: Do Wah Diddy Diddy (Ariola/Hansa)
- 1981: Viva (Ariola/Hansa/Coconut)
- 1982: The Wonderful Hits Of A La Carte (Ariola/Hansa/Coconut)
- 1983: Rockin’ Oldies (Ariola/Hansa/Coconut)

### Single
- 1979: „When The Boys Come Home” / „Price Of Love”
- 1979: „Doctor Doctor (Help Me Please)” / „It Was A Night Of Wonder”
- 1980: „Do Wah Diddy Diddy”
- 1980: „Ring Me, Honey” / „Jimmy Gimme Reggae”
- 1981: „Farewell, Farewell To Carlingford”
- 1981: „You Get Me On The Run” / „Red Indian Drums”
- 1981: „River Blue” / „Morning Songbird”
- 1981: „Have Tou Forgotten (Wolga Song)” / „Bananas”
- 1982: „Viva Torero” / „Try A Little Tenderness „
- 1982: „In The Summer Sun Of Greece” / „Cubatao”
- 1982: „Ahé Tamouré” / „Wanted (Jean Le Voleur)”
- 1983: „Radio” / „You're Still My Fantasy”
- 1983: „On Top Of Old Smokie” / „Cotton Fields”
- 1984: „Jimmy Gimme Reggae” / „Lightyears Away From Home”
- 1999: „Do Wah Diddy Diddy '99” (feat. Jojo Max)
- 2016: „Ring Me Honey 2016”